# Церковь Введения во храм Пресвятой Богородицы (Мясоедово)
Церковь Введения во храм Пресвятой Богородицы — недействующий православный храм в селе Мясоедово Щёкинского района Тульской области России. Один из древнейших храмов Тульской области.

## Описание
Кирпичная церковь во имя Введения во храм Пресвятой Богородицы сооружена в 1681 году в стиле русского узорочья на средства стольника Григория Мясоедова взамен прежней деревянной церкви. Стены церкви сложены из большемерного кирпича необычно крупного размера: 10х15х31 см². План здания построен по традиционной для приходских церквей схеме: двусветный трёхапсидный пятиглавый четверик, завершённый поясом декоративных кокошников. К высокому объёму храма примыкает с востока апсида, а с запада — трапезная. Восточная стена апсиды разделена на три закругленных поля с полуколоннами между ними. Внутри храма высокий объём перекрыт сомкнутым сводом, скрепленным в обоих направлениях целой системой железных связей.
В 1822 году на средства помещиков Мясоедовых с северной стороны к храму была пристроена придельная трапезная церковь во имя великомученницы Варвары, где была устроена родовая усыпальница Мясоедовых. Тогда же сооружена колокольня в стиле классицизма, в первом ярусе которой расположен главный вход в храм, представлявший из сеьбя шестиколонный входной портик. Второй ярус был восьмигранным: четыре дорические колонны, свободно стоящие по углам восьмерика, несли квадратные в плане третий и четвёртый ярусы. Саму церковь тоже преобразили в духе классицизма: наружные стены покрыли листовым железом и окрасили белилами.
Особым почитаем прихожан пользовалась храмовая икона во имя Введения во храм Пресвятой Богородиц в сребропозлащенной ризой. В конце XIX века в состав прихода входили: сельцо Смирное, деревня Саломасово, Шеверевка, Косой брод, Усть-Колина, Новоселки, Щёкино, Деминка. Прихожан мужского пола — 701 человек, женского — 732 человека.
На рубеже 1930-х годов церковь была закрыта, а венчания разрушены. В дальнейшем храм был частично перестроен и использовался под склад зерна. После того как склад переехал в новое помещение, церковь оказалась заброшена. Внутри сохранилось несколько старых росписей. В 2014 году рухнула колокольня.